# Vauclusotte
Vauclusotte är en kommun i departementet Doubs i regionen Bourgogne-Franche-Comté i östra Frankrike. Kommunen ligger i kantonen Maîche som tillhör arrondissementet Montbéliard. År 2022 hade Vauclusotte 77 invånare.

## Befolkningsutveckling
Antalet invånare i kommunen Vauclusotte
Referens:INSEE